# Помптон Лејкс (Њу Џерзи)
Помптон Лејкс (енгл. Pompton Lakes) град је у америчкој савезној држави Њу Џерзи.

## Демографија
По попису из 2010. године број становника је 11.097, што је 457 (4,3%) становника више него 2000. године.
| Група             | 2000.         | 2010.         |
| Белци             | 9.477 (89,1%) | 9.019 (81,3%) |
| Афроамериканци    | 129 (1,2%)    | 157 (1,4%)    |
| Азијати           | 322 (3,0%)    | 598 (5,4%)    |
| Хиспаноамериканци | 611 (5,7%)    | 1.209 (10,9%) |
| Укупно            | 10.640        | 11.097        |